# Charles Mauron
Pour les articles homonymes, voir Mauron (homonymie).
Charles Mauron (1899-1966) est un traducteur français d'auteurs anglais contemporains, poète, romancier et critique littéraire ayant utilisé la critique littéraire psychanalytique pour établir et développer les bases de la psychocritique. 

## Biographie
Charles Mauron naît dans une famille d'instituteurs,  Joseph Mauron et de Madeleine Espigue. Il est élève au lycée Thiers de Marseille. Tout en étudiant la littérature, il obtient un diplôme  d'ingénieur chimiste et poursuit avec un diplôme supérieur de sciences physiques, dont le mémoire est couronné par le prix du duc de Villars décerné par l’Académie de Marseille en 1924.
La même année, il souffre de problèmes oculaires qui conduiront à une cécité totale en 1940, et qui l'obligent à abandonner la science et à se tourner vers la littérature. 
De 1919 à 1949, il est marié à l'écrivaine Marie Mauron (1896-1986), et leur maison à Saint-Rémy-de-Provence devint un lieu d'accueil, pendant l'entre-deux-guerres, pour leurs amis du Bloomsbury Group. Il traduit en français de nombreuses œuvres de ce cercle d'intellectuels britanniques, dont plusieurs romans de E. M. Forster, Orlando et Flush de Virginia Woolf, mais également Les Sept Piliers de la sagesse de T. E. Lawrence, ou encore le classique des lettres britanniques Vie et opinions de Tristram Shandy, gentilhomme de Laurence Sterne. Il a aussi traduit en anglais les poèmes de Stéphane Mallarmé. La plupart de ses traductions, de Lawrence à Sterne, sont toutes tenues pour des catastrophes.
Féru de langue et littérature provençale, il écrit, en plus de ses poèmes en français repris sous le titre Sagesse de l’eau, il est l'auteur d'innombrables textes en provençal dont des poèmes en prose et l'étude Estùdi mistralen dédiée à l'œuvre de Frédéric Mistral. Il s'investit dans deux  associations œuvrant pour la promotion et l'étude de la langue,  l’Escolo dis Aupiho de Saint-Rémy rassemblant plusieurs poètes sous la houlette de Sully-André Peyre et le Groupement d’études provençales, puis fonde  en 1946, avec Camille Dourguin  l’association pédagogique Lou Prouvençau à l’Escolo, qui outre un bulletin régulier produit en 1952 l'ouvrage du même nom, utilisé dans les classes,. Il se montre un fervent défenseur de la graphie mistralienne, et s'oppose aux Occitans tentant d'imposer la nouvelle norme dite classique.
Il est par ailleurs l’inventeur de la psychocritique, méthode étudiant le rôle de l’inconscient dans la création littéraire et artistique, qui constitue selon Le Maîtron son apport le plus marquant.  Ses nombreuses publications en la matière sont synthétisées dans sa thèse de doctorat  Des métaphores obsédantes au mythe personnel et Psychocritique du genre comique,  qu'il soutient  en 1963 à la Sorbonne. Son dernier ouvrage Le dernier Baudelaire, paru en 1966,  précise sa position en matière d'analyse littéraire face au débat de la « nouvelle critique », analyse qu'il estime devoir être fondée sur une « psychologie scientifique ».
Charles Mauron, résistant, est aussi militant socialiste et il connaît une carrière d'élu local : conseiller général (1945-1949) et maire (1945-1959) de Saint-Rémy-de-Provence. Il est inhumé au cimetière de Saint-Rémy-de-Provence. Il avait épousé en secondes noces Alice Thélin (1922-2020).

## La psychocritique
S'appuyant sur la notion de mimesis dans la création littéraire, Charles Mauron propose une méthode d'analyse littéraire dans : Des métaphores obsédantes au mythe personnel, s'appuyant notamment sur des analyses de poèmes de Mallarmé, Baudelaire, Nerval et Valéry. L'analyse est menée en quatre phases :
1. l'inconscient s'exprime dans l'œuvre: métaphores et symboles véhiculent une réalité intérieure, le mécanisme de création s'apparente à celui du rêve éveillé.
2. il s'avère que ces métaphores et symboles se retrouvent dans les diverses œuvres du même auteur. On procède à une juxtaposition de ces œuvres.
3. On dégage des réseaux métaphoriques qui éclairent d'un nouveau jour des thèmes symboliques obsédants. Chaque œuvre est une dramatisation, une représentation de désirs, de pulsions, de tabous qui relèvent inconsciemment de l'obsessionnel.
4. La vie de l'auteur, son passé permettent de mieux comprendre la prévalence de ces réseaux métaphoriques : on définit ainsi le mythe personnel de l'auteur.

Poète, romancier ou dramaturge, le créateur ne peut être réduit à un être ratiocinant : il reproduit, plus ou moins consciemment, son expérience humaine et son art réside dans sa capacité de sublimation de ses pulsions primaires.

## Œuvre
- Poèmes en prose, Argenteuil, Coulouma, 1930
- Mallarmé l'obscur, Paris, éditions Denoël, 1941
- Sagesse de l'eau, Paris, Robert Laffont, 1945
- L'Homme triple, Paris, Robert Laffont, 1947
- Introduction à la psychanalyse de Mallarmé , Neuchâtel, À la Baconnière, 1950
- La Provence visée au cœur, Saint-Rémy-de-Provence, Escolo des Aupiho, 1954
- L'Inconscient dans l'œuvre et la vie de Jean Racine, Gap, éditions Ophrys, 1957
- Des métaphores obsédantes au mythe personnel : introduction à la psychocritique, Paris, éditions José Corti, 1963
- Psychocritique du genre comique, Paris, éditions José Corti, 1964
- Mallarmé par lui-même, Paris, éditions du Seuil, Écrivains de toujours no 67, 1964 (réédition 1990)
- Le Dernier Baudelaire, Paris, éditions José Corti, 1966
- Phèdre, Paris, éditions José Corti, 1968
- Le Théâtre de Jean Giraudoux : étude psychocritique, Paris, éditions José Corti, 1971
- Van Gogh : études psychocritiques, Paris, éditions José Corti, 1976

## Prix
- 1948 : Prix Bordin de l'Académie française, pour L'homme triple[7]
- 1960 : Prix Gustave Le Métais-Larivière de l'Académie française, pour l'ensemble de son œuvre[7]